# توالی تنظیمی

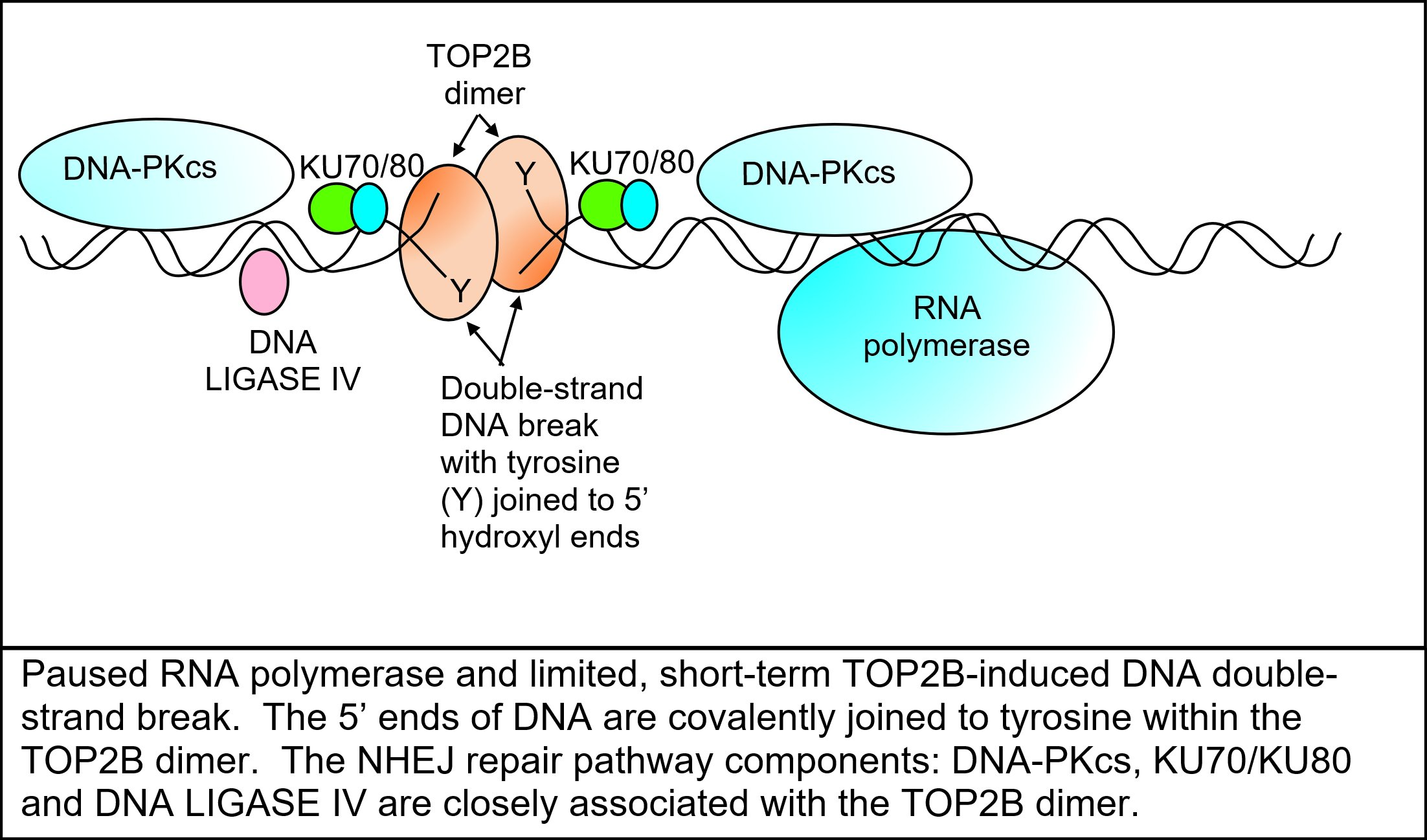
توالی تنظیمی در یک تشویقگر در جایگاه آغاز رونویسی با یک آران‌ای پلیمراز مکث‌شده و یک شکست دورشته‌ای ناشی از TOP2B

یک توالی تنظیمی (به انگلیسی: Regulatory sequence) بخشی از یک مولکول اسید نوکلئیک است که توانایی افزایش یا کاهش بیان ژن‌های خاص در یک ارگانیسم را دارد. تنظیم بیان ژن یکی از ویژگی‌های اساسی همه جانداران زنده و ویروس‌ها است.
در دی‌ان‌ای، تنظیم بیان ژن به‌طور معمول در سطح بیوسنتز آران‌ای (رونویسی) رخ می‌دهد. این کار از طریق اتصال توالی خاص پروتئین‌ها (فاکتور رونویسی) که رونویسی را فعال یا مهار می‌کنند، انجام می‌شود. عوامل رونویسی ممکن است به عنوان راه‌انداز، سرکوبگر یا هر دو عمل کنند. سرکوبگرها اغلب با جلوگیری از تشکیل یک کمپلکس مولد آران‌ای پلیمراز با جایگاه آغاز رونویسی (پروموتر) عمل می‌کنند، در حالی که واکنشگرها تشکیل یک مجتمع تولیدی را تسهیل می‌کنند. علاوه بر این، نقوش DNA نشان داده شده است که تغییرهای اپی‌ژنومیک را پیش‌بینی می‌کند، که نشان می‌دهد عوامل رونویسی در تنظیم اپی‌ژنوم نقش دارند.
در آران‌ای، تنظیم ممکن است در سطح بیوسنتز پروتئین (ترجمه)، برش RNA، پیوند RNA، یا پایان رونویسی رخ دهد. توالی‌های تنظیمی اغلب با مولکول‌های آران‌ای پیام‌رسان (mRNA) همراه هستند، جایی که از آنها برای کنترل بیوژنز یا ترجمه mRNA بهره‌گیری می‌شود. انواع مولکول‌های بیولوژیکی ممکن است برای انجام این تنظیم به RNA متصل شوند، از جمله پروتئین‌ها (به عنوان مثال، سرکوبگرهای ترجمه و فاکتورهای اتصال)، دیگر مولکول‌های آران‌ای (مانند ریزآران‌ای) و مولکول‌های کوچک در مورد ریبوسوئیچ‌ها.